# Voetbalkampioenschap van Saale 1924/25
In 1924/25 werd het achttiende voetbalkampioenschap van Saale gespeeld, dat georganiseerd werd door de Midden-Duitse voetbalbond. Wacker Halle werd kampioen en plaatste voor de Midden-Duitse eindronde. De club versloeg VfB Preußen Greppin, FC Hertha Wittenberge en verloor in de kwartfinale van 1. SV Jena 03. Als vicekampioen mocht ook Sportfreunde Halle naar de eindronde voor vicekampioenen en verloor daar van Fortuna Magdeburg.

## Gauliga
| Plaats | Club                       | Wed. | W  | G | V  | Saldo | Ptn.  |
| ------ | -------------------------- | ---- | -- | - | -- | ----- | ----- |
| 1.     | Hallescher FC Wacker 1900  | 16   | 13 | 3 | 0  | 50:09 | 29:03 |
| 2.     | FV Sportfreunde Halle      | 16   | 9  | 4 | 3  | 44:22 | 22:10 |
| 3.     | VfL Halle 1896             | 16   | 11 | 0 | 5  | 45:22 | 22:10 |
| 4.     | SV 1898 Halle              | 16   | 7  | 5 | 4  | 22:19 | 19:13 |
| 5.     | SpVgg Borussia 02 Halle    | 16   | 7  | 2 | 7  | 36:35 | 16:16 |
| 6.     | SC Favorit Halle           | 16   | 4  | 4 | 8  | 09:32 | 12:20 |
| 7.     | VfL 1912 Merseburg         | 16   | 3  | 4 | 9  | 22:21 | 10:22 |
| 8.     | SV Merseburg 99            | 16   | 2  | 4 | 10 | 11:44 | 08:24 |
| 9.     | RSV Sportbrüder 1904 Halle | 16   | 2  | 2 | 12 | 13:48 | 06:26 |

|  | Kampioen, geplaatst voor Midden-Duitse eindronde |
|  | Play-off voor tweede eindrondeticket             |
|  | Degradatie                                       |

Play-off tweede plaats
|  |                |       |                       |  |
|  | VfL Halle 1896 | 2 – 6 | FV Sportfreunde Halle |  |
|  |                |       |                       |  |